# Absidia reflexa
Absidia reflexa är en svampart som beskrevs av Tiegh. 1878. Absidia reflexa ingår i släktet Absidia och familjen Mucoraceae.   Inga underarter finns listade i Catalogue of Life.